# Invitrogen
Invitrogen — велика мультинаціональна біотехнологічна компанія зі штаб-квартирою в місті Карлсбад, Каліфорнія, США, яка існувала між 1987 і 2008 роками.
У 2007 році компанія мала представництва в понад 70 країнах світу
Станом на кінець 2022 року компанія володіла 3118 патентами, з яких активного захисту було лише 75 Одним з ключових винаходів компанії «Invitrogen», що був захищений 4-ма патентами, є зворотна транскриптаза «Суперскрипт» (англ. SuperScript), через суперечки навколо якої компанія вела кілька судових справ
У липні 2008 року було оголошено про злиття Invitrogen з Applera. За акції Applera було заплачено 6,8 млрд доларів США.